# Selçuk Hergül
Selçuk Hergül (* 1942; † 22. Juli 2009 in Istanbul) war ein türkischer Fußballspieler.
Hergül spielte in seiner Karriere jeweils eine Saison für Fenerbahçe Istanbul und Galatasaray Istanbul. Der Stürmer wurde bei beiden Vereinen türkischer Fußballmeister. In der Saison 1962/63 wechselte er zum Ligakonkurrenten Fatih Karagümrük SK. Von 1965 bis 1968 spielte Hergül für Ankara Şekerspor.

## Erfolge
Fenerbahçe Istanbul
- Türkischer Meister: 1961

Galatasaray Istanbul
- Türkischer Meister: 1962